# Roy Keane
Roy Maurice Keane, född 10 augusti 1971 i Cork, Irland, är en irländsk före detta fotbollsspelare.
Keane spelade i de irländska Premier Division-lagen Rockmount AFC och Cobh Ramblers innan han blev upptäckt av det engelska Premier League-laget Nottingham Forest som värvade honom 1990. Han spelade där fram till 1993 då han köptes av Manchester United. Han kostade klubben 3,75 miljoner pund, vilket då var brittiskt rekord. Med Manchester United vann han ligan sju gånger, FA-cupen fyra gånger och Champions League en gång. Efter säsongen 1996/97 när Eric Cantona lade skorna på hyllan tog han över som lagkapten. 
2005 flyttade han vidare till skotska Premiership-laget Celtic FC. Skadeproblem tvingade honom dock att sluta med fotbollen efter bara ett halvår med klubben och han blev istället tränare för engelska Championship-laget Sunderland AFC. I Sunderland imponerade han stort då han tog dem upp till Premier League, när Keane kom låg Sunderland på 23:e plats, när säsongen summerades låg de på 1:a plats i Championship. 
Keane avgick som tränare för Sunderland i december 2008, då de låg på nedflyttningsplats i Premier League, och ersattes av skotten Ricky Sbragia.
Roy Keane tog över ansvaret för Championship-laget Ipswich 2009. Efter en mycket svag säsongsinledning arbetade sig Ipswich uppåt i tabellen under 2011 men slutade bara på en 15:e plats och Keane fick sparken.
Inför säsongen 2014/15 tog han över som assisterande tränare i det klassiska engelska Premier League-laget Aston Villa.